# Oleg Genrichowitsch Saweljew

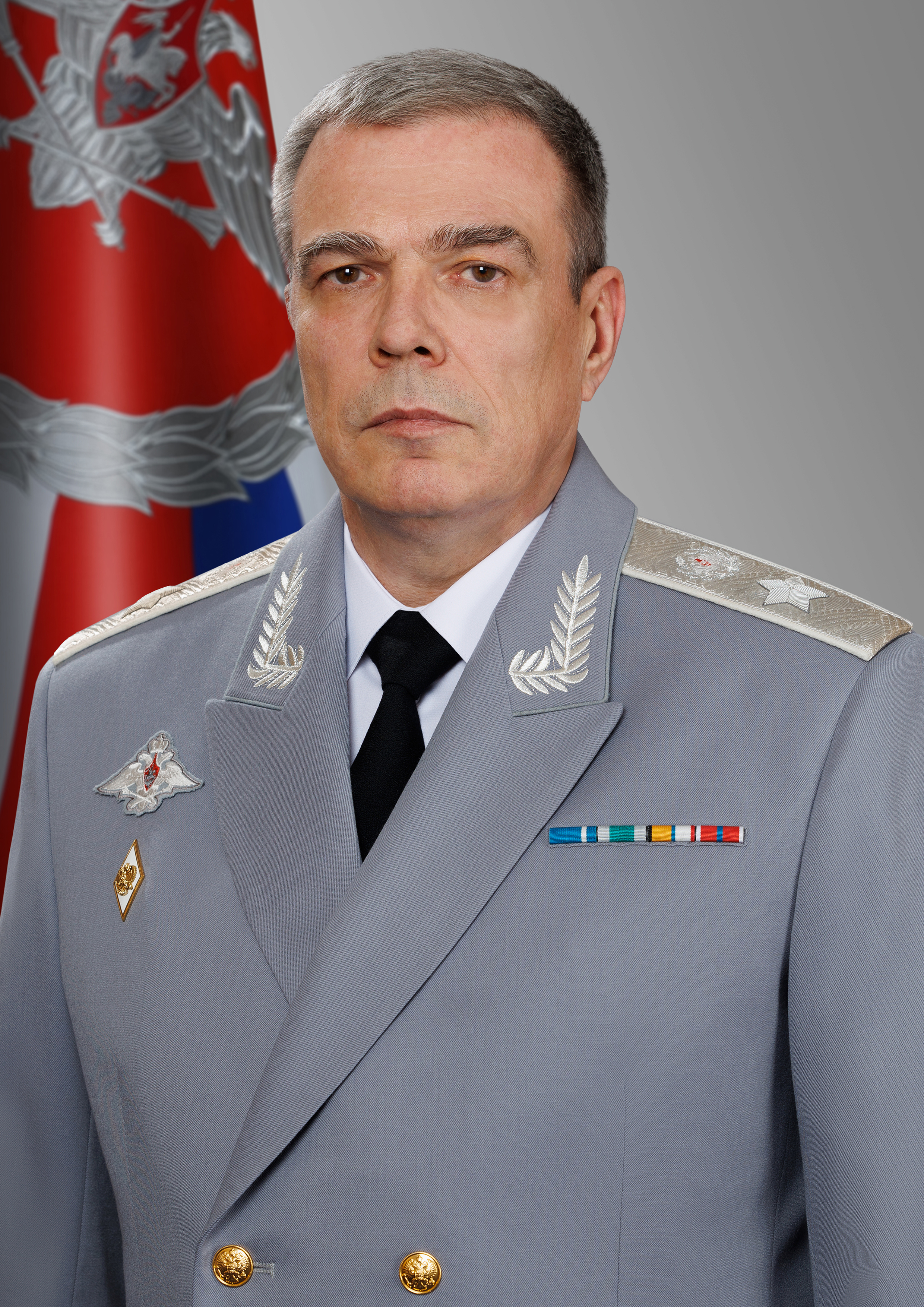
Oleg Saweljew (2024)

Oleg Genrichowitsch Saweljew (russisch Олег Генрихович Савельев; * 27. Oktober 1965 in Leningrad) ist ein russischer Politiker. Er bekleidet den Rang eines Wirklichen Staatsrats 1. Klasse der Russischen Föderation.
Am 31. März 2014 wurde er zum Minister für Krim-Angelegenheiten ernannt. Am 29. April 2014 wurde Saweljew infolge des russischen Kriegs in der Ukraine auf eine Sanktionsliste der Europäischen Union gesetzt. Ebenso wurde er auf eine Sanktionsliste der Vereinigten Staaten gesetzt. Am 15. Juli 2015 wurde das Ministerium für Krim-Angelegenheiten aufgelöst, und Saweljew verlor seinen Posten.